# معرض جنيف الدولي للسيارات
معرض جنيف الدولي للسيارات، هو معرض سنوي للسيارات كان يقام في شهر مارس بمدينة جنيف السويسرية.
أقيم المعرض في "بالإكسبو"، وهو مركز للمؤتمرات يقع بالقرب من مطار جنيف الدولي، تحت إشراف "المنظمة الدولية لمصنعي السيارات"، ويُعتبر من أهم المعارض الدولية في مجال السيارات.
انطلق المعرض لأول مرة في 1905، حيث عرض مجموعة واسعة من الطرازات التي تعمل بمحركات احتراق داخلي، بالإضافة إلى سيارات تعمل بالبنزين والبخار منذ بداية القرن. غالبًا ما لفتت السيارات الرياضية الفاخرة الأضواء خلال ظهورها الأول في المعرض. شهد المعرض الإعلان عن نماذج أولية، معدات جديدة، اختراقات تقنية، شراكات دولية، إضافة إلى مناقشات سياسية واجتماعية. وقد اعتُبر المعرض ساحة متكافئة لصانعي السيارات، خاصة وأن سويسرا لم تكن تمتلك صناعة سيارات خاصة بها.
أُلغِي المعرض في الفترة بين 2020 و2023 بسبب جائحة كوفيد-19 وتداعياتها الاقتصادية على صناعة السيارات. واستأنف في عام 2024.
في مايو 2024، قررت لجنة تنظيم المعرض إلغاء الحدث لعام 2025 وما بعده، نظرًا لقلة اهتمام الشركات المصنعة والتنافس مع معارض أخرى. كما ركزت اللجنة جهودها على المعرض المزمع إقامته في نوفمبر 2025 في قطر.

## تاريخ

### 2025
أعلن منظمو المعرض عن إغلاقه، بينما سيواصلون تنظيم معرض قطر للسيارات في الدوحة.

### 2024
في يوليو 2023، تم الإعلان عن خطط معرض جنيف الدولي للسيارات 2024 الذي سيُقام في الفترة من 26 فبراير إلى 3 مارس، مع تعديل في التنسيق لتقليص التكاليف على العارضين. سلطت نسخة 2024 الضوء على قصور تنظيمية كبيرة، مما أدى إلى انخفاض في المشاركة أو غياب كامل لبعض الشركات المصنعة. وحتى 26 يناير 2024، تم تأكيد حضور الشركات التالية في المعرض:
- داتشيا
- بي واي دي
- آي إم موتورز
- إيزوزو
- كيميرا أوتوموبيلي
- لوسيد موتورز
- إم جي موتور
- ميكرولينو
- بينينفارينا
- رينو
- سيلينس إيكوموبيليتي
- توتم أوتوموبيلي.[10][11][12]

تم تقديم المركبات التالية لأول مرة في المعرض:
- داتشيا داستر (P1310)
- دينزا N7
- دينزا D9
- فوكسترون موديل B
- آي إم L6
- لوسيد جرافيتي
- إم جي3
- ميكرولينو موديل جديد
- إم جي9 EV
- إم جي S9 EV
- إم جي7
- رينو 5 E-Tech
- يانغوانغ U8